# Gerhard Glawischnig
Gerhard Glawischnig (* 7. Dezember 1906 in Kreuth ob Rattendorf, heute der Gemeinde Hermagor-Pressegger See zugehörig; † 28. Dezember 1995 in St. Veit an der Glan) war evangelischer Pfarrer und Kärntner Mundartdichter.

## Leben
Gerhard Glawischnig wurde in einer mehrheitlich evangelischen Region Kärntens geboren, wurde zunächst evangelischer Pfarrer in St. Veit an der Glan und von 1956 bis 1968 Pfarrer in Villach und zugleich Superintendent der Superintendentur A. B. Kärnten und Osttirol.
Hauptsächlich zusammen mit Justinus Mulle, aber auch mit Günther Mittergradnegger bzw. Walter Kraxner, schuf er zahlreiche Kärntner Mundartlieder (Kärntnerlieder), das sogenannte Neue Kärntnerlied, wobei der von ihm verwendete Glantaler Dialekt zu einer Art Kärntner Koine wurde und auch die Mundart- und Lieddichtung in anderen Kärntner Regionen stark beeinflusste.
Gerhard Glawischnig verstarb 1995 und wurde auf dem Stadtfriedhof von St. Veit an der Glan begraben.

## Bedeutende Liedschöpfungen
- A Liab brennt oft haßa
- De Graslan send schean ban Tau
- De Liab is a Traman
- Drautål auf, Drautål åb
- Fåll nit z'tiaf mit dö Blattlan
- Geh wohl vür ba da Tür
- Gleim zuabe ban Herzn
- Hån viel gheart und viel gsegn
- Hintar dar Sunne
- Is schon still uman See
- Jå ins Liesertål eine
- Oft reimb mar da Vogl sei Liadle
- Schean still fållt da Schnea
- Seind viel scheane Summa
- Wånn dås Wöttar nit ham will
- Wånns grean weat
- Werst mei Liacht ume sein
- Wia schean dar Tåg hergeaht